# Sotalia guianensis
Sotalia guianensis és una espècie de cetaci de la família dels delfínids. Viu a les costes del Brasil, Colòmbia, Costa Rica, la Guaiana Francesa, Guyana, Hondures, Nicaragua, Panamà, Surinam, Trinitat i Tobago, Veneçuela i, possiblement, Aruba, Bonaire, Sint Eustatius i Saba i Curaçao. Els seus hàbitats naturals són els estuaris, les badies i altres aigües costaneres de poca profunditat i protegides de la mar oberta. Està amenaçat per la pesca accessòria i la destrucció del seu hàbitat per la contaminació industrial i agrícola. Fins fa pocs anys, es pensava que el tucuxi (S. fluviatilis) era l'única espècie del gènere Sotalia, però anàlisis moleculars demostraren que hi havia dues espècies diferents.